# Flumazenil
Flumazenil is een GABAA receptor antagonist die gebruikt wordt als tegengif bij benzodiazepine-overdosering. Het is onder de merknaam Anexate® in 1987 ontwikkeld door Hoffmann-La Roche. Het kan alleen per injectie intraveneus worden toegediend.

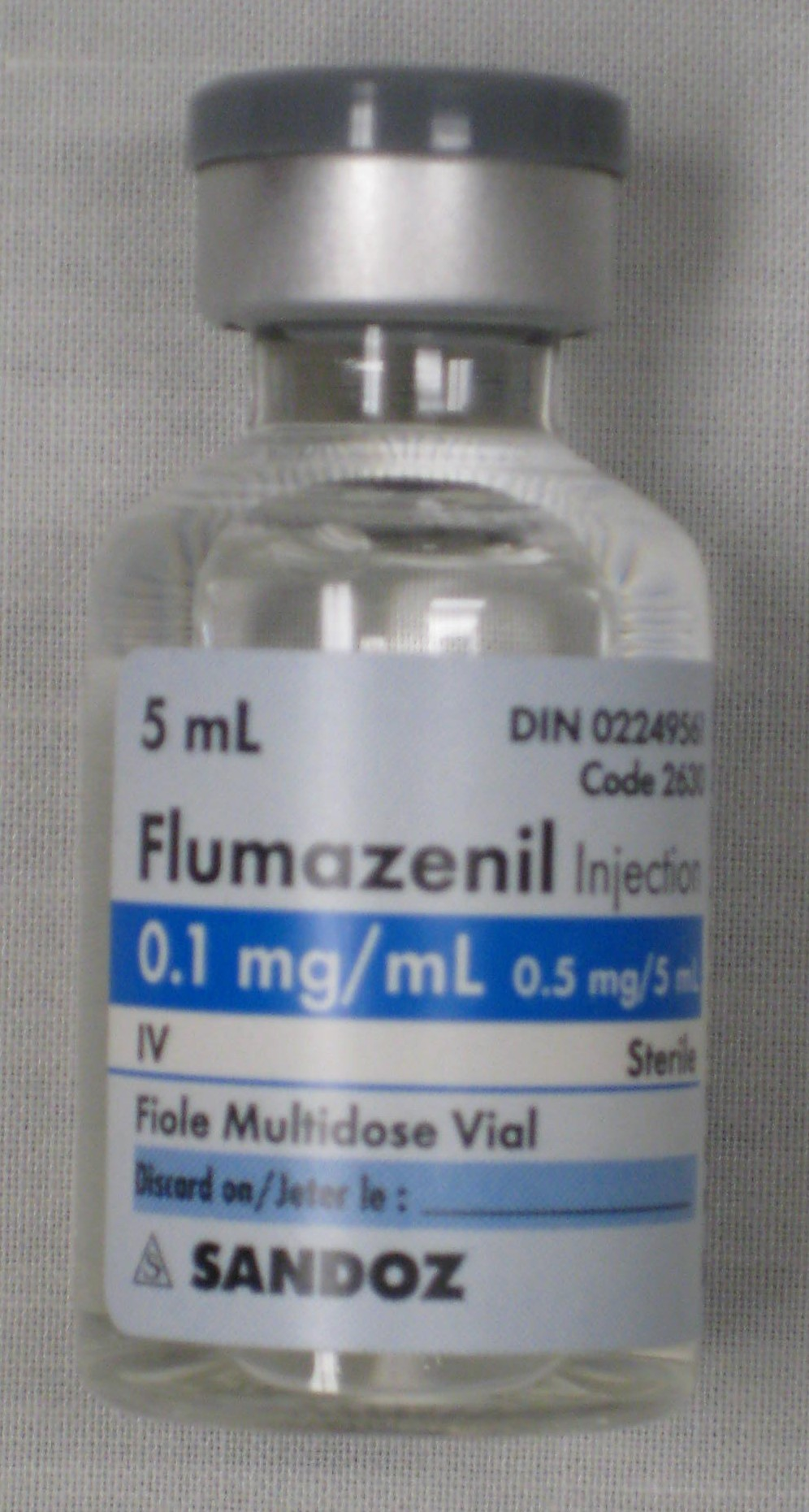
flumazenil voor injectie

## Geschiedenis
Flumazenil werd voor het eerst gesynthetiseerd in 1981 door Roche Pharmaceuticals en werd in 1987 goedgekeurd door de Amerikaanse Food and Drug Administration (FDA) voor gebruik als een tegengif voor benzodiazepines. Sindsdien is het wereldwijd gebruikt als een noodbehandeling voor overdosering van benzodiazepines, evenals voor andere toepassingen.

## Indicaties
De belangrijkste indicatie voor het gebruik van flumazenil is om de effecten van benzodiazepines om te keren. Dit kan worden gedaan in situaties waarin het nodig is om de ademhaling en/of het bewustzijn van een patiënt te herstellen na een overdosis benzodiazepines of na chirurgie waarbij benzodiazepines zijn gebruikt voor anesthesie. Flumazenil kan ook worden gebruikt om een diagnose te stellen van een mogelijke benzodiazepinevergiftiging.
Flumazenil kan ook worden gebruikt als een test om de werking van de GABA-A-receptor te beoordelen bij patiënten met vermoedelijke aandoeningen zoals epilepsie, hersenbeschadiging en hepatische encefalopathie.

## Dosering
De dosering van flumazenil is afhankelijk van de leeftijd, het gewicht, de algemene toestand en de mate van sedatie van de patiënt. Het wordt meestal toegediend via een intraveneuze (IV) infusie en de dosering kan worden herhaald indien nodig. Flumazenil heeft een korte halfwaardetijd, wat betekent dat de effecten snel afnemen, dus het kan nodig zijn om de dosering te herhalen om de gewenste effecten te behouden.

## Bijwerkingen
De meest voorkomende bijwerkingen van flumazenil zijn hoofdpijn, misselijkheid, duizeligheid en nervositeit. Het kan ook leiden tot tachycardie (versnelde hartslag), tremoren, opwinding en toevallen, vooral bij patiënten die afhankelijk zijn van benzodiazepines. Flumazenil mag niet worden toegediend aan patiënten met een voorgeschiedenis van epilepsie of een verhoogd risico op een toevallenaanval.

## Contra-indicaties
Flumazenil mag niet worden gebruikt bij patiënten met een allergie voor benzodiazepines of flumazenil, bij zwangere vrouwen (tenzij strikt noodzakelijk) of bij vrouwen die borstvoeding geven. Flumazenil mag ook niet worden gebruikt bij patiënten die afhankelijk zijn van benzodiazepines, omdat het kan leiden tot ontwenningsverschijnselen en een verhoogd risico op toevallen.

## Waarschuwingen en voorzorgsmaatregelen
Flumazenil moet voorzichtig worden gebruikt bij patiënten met een verminderde leverfunctie, omdat het voornamelijk via de lever wordt gemetaboliseerd. Het kan ook de ademhaling beïnvloeden, vooral bij patiënten die opioïden of andere ademhalingsdepressiva gebruiken.
Flumazenil moet alleen worden gebruikt onder toezicht van medisch personeel en in een gecontroleerde omgeving, vanwege het risico op toevallen en andere bijwerkingen. Het kan ook leiden tot een verminderd vermogen om te rijden of machines te bedienen.

## Handelsnamen
Flumazenil is verkrijgbaar onder verschillende handelsnamen, waaronder Anexate, Lanexat, Mazicon en Romazicon.